# Scyllarus pygmaeus
Scyllarus pygmaeus е вид ракообразно от семейство Scyllaridae.

## Разпространение
Видът е разпространен в Албания, Алжир, Босна и Херцеговина, Гибралтар, Гърнси, Гърция (Егейски острови и Крит), Джърси, Египет (Синайски полуостров), Западна Сахара, Израел, Испания (Канарски острови и Северно Африкански територии на Испания), Италия (Сардиния и Сицилия), Кипър, Либия, Ливан, Малта, Мароко, Монако, Палестина, Португалия (Мадейра), Словения, Тунис, Турция, Франция (Корсика), Хърватия и Черна гора.